# 井上工業 (製造業)
株式会社井上工業（いのうえこうぎょう）は、福井県小浜市に本社を置く日用品メーカーである。明治初期に若狭塗の箸の製造販売で創業し、1973年11月に法人化した。1984年に日本の有名キャラクターのライセンスを取得、台所用品や文房具などの日用雑貨の製造を行っていた。なかでも100円ショップ向けのサンリオ製品の市場占有率はほぼ独占状態で、大創産業向けの販売が売上高の過半を占めていた。ピークとなる2007年7月期の年間売上高は46億1669万円に達した。主力取引先が自社生産に切り替えたことなどにより2010年7月期には25億100万円まで落ち込んだが、2013年7月期には38億4212万円まで回復した。即納体制を整えるための見込み生産により常時20億円の在庫が資金繰りを圧迫し、生産を中国の協力工場に委託していたため円安による為替差損が発生していたことに加え、9月13日に社長の井上正春が急逝し後継者もいないことから事業継続を断念し、自己破産を申請した。負債総額は33億2700万円で、2014年の福井県内の企業倒産としては最大となった。